# Терновий Борис Якович
Борис Якович Терновий (22 серпня 1913 — 9 травня 1956) —  радянський військовий льотчик, Герой Радянського Союзу (1945).

## Біографія
Народився 22 серпня 1913 року в місті П'ятигорську (нині Ставропольського краю Росії). Росіянин. Закінчив 7 класів. Працював слюсарем.

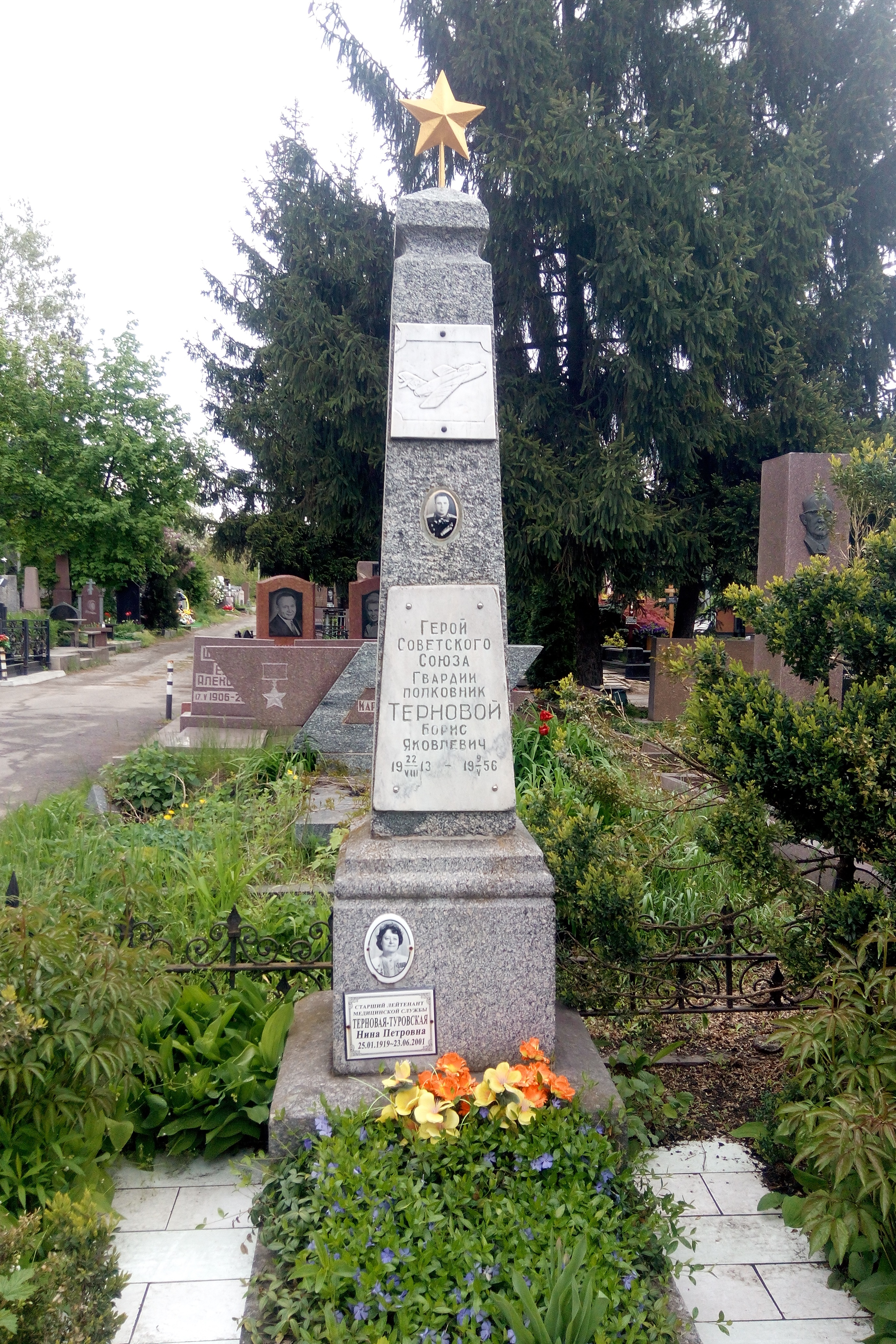
Могила Б. Я. Тернового на Алеї Героїв Запорізького цвинтаря в Дніпрі

З 1935 року в лавах Червоної Армії. У 1937 році закінчив Качинську військову авіаційну школу пілотів. 
Учасник вторгнення СРСР до Польщі в 1939 році. 
З червня 1941 року на фронтах німецько-радянської війни.
До липня 1944 року командир ескадрильї 1007-го винищувального авіаційного полку (9-й винищувальний авіаційний корпус, Війська ППО країни) майор Б.Я. Терновий провів близько 30 повітряних боїв, в яких збив особисто 7 і в складі групи ще 7 літаків супротивника (в нагородному листі йдеться про 11 особистих і 8 групових перемог).
18 серпня 1945 удостоєний звання Героя Радянського Союзу з врученням ордена Леніна і медалі «Золота Зірка» (№ 8603).
Після закінчення війни продовжував службу у військах ППО країни. Після виходу в запас жив у місті Дніпропетровську. Помер 9 травня 1956, похований на Алеї Героїв Запорізького цвинтаря.